# Адалберт III фон Баленщет
Адалберт III фон Баленщет (на немски: Adalbert III von Ballenstedt; * ок. 1131/1136/1140; † 1171 или сл. 6 декември 1172) от фамилията Аскани е от 1170 г. граф на Баленщет в Саксония-Анхалт.

## Биография
Той е четвъртият син на маркграф Албрехт Мечката († 18 ноември 1170), основателят на Маркграфство Бранденбург, и съпругата му София фон Винценбург († 1160), дъщеря на граф Херман I от Винценбург († 1137/38). Брат е на Ото I (* 1128; † 1184), последва баща си като маркграф на Бранденбург, na Херман I (* 1130; † 1176), граф на Ваймар-Орламюнде, Зигфрид I (* 1132; † 1184), архиепископ на Бремен и Бранденбург, Дитрих († 1183), маркграф на Бранденбург, и на Бернхард III (* 1140; † 1212) херцог на Саксония.
През 1162 г. Адалберт е при императора в Лоди в Италия и е в свитата на император Фридрих Барбароса. През ноември 1164 г. той е с баща си и брат си Херман в двора в Бамберг. След подялбата на наследството през 1170 г. той става граф на Баленщет.

## Фамилия
Ококло 1157 г. се жени за Аделхайд (Адела) фон Ветин-Майсен († 23 октомври 1181), вдовицата на крал Свен III от Дания († 1157), дъщеря на Конрад I фон Ветин Велики, маркграф на Майсен и Лужица († 1157), и Луитгардис фон Равенщайн († 1146). Те имат три дъщери:
- Гертруд фон Баленщет († сл. 1194), омъжена за граф Валтер III фон Арнщайн († сл. 1199)
- Аделхайд († сл. 1183), омъжена за граф Майнхард II фон Горица-Истрия († 1231), син на пфалцграф Майнхард I
- дъщеря, омъжена за граф Фридрих II фон Байхлинген († декември 1189)